# Pseudomenyllus granulipennis
Pseudomenyllus granulipennis är en skalbaggsart som beskrevs av Stefan von Breuning 1970. Pseudomenyllus granulipennis ingår i släktet Pseudomenyllus och familjen långhorningar. Inga underarter finns listade i Catalogue of Life.